# Datynie Górne
Datynie Górne (cz. Horní Datyně, niem. Ober Dattin) – część miasta Racimowa w kraju morawsko-śląskim, w powiecie Ostrawa w Czechach. Jest to także gmina katastralna o powierzchni 385,18 ha (27,2% obszaru gminy), położona we wschodniej części miasta. Populacja w 2001 wynosiła 1061 osób (14,3%), zaś w 2010 odnotowano 416 adresów. Przez miejscowość przepływa potok Datyńka, lewy dopływ Łucyny.

## Nazwa
Pierwotnie Datynia, wymowa w gwarze laskiej datynie horni/gorni, zanotowana też jako Datyńe Gorńi, v Gorńix Datyń. Jest to nazwa dzieżawcza od imienia Dat lub Data. Pierwsza wzmianka w 1683 roku w formie na Datyni. Forma pluralna potocznie oznaczała wpierw jedynie dwie sąsiednie wsie, ale z czasem utrzymała się dla pojedynczych miejscowości po tym jak w XVIII wieku rozszerzono ich nazwy o przymiotniki. W 1724 wzmiankowano Ober Datina (1724), potem auf Dattin (1746), Dattin Ober (1804).

## Historia
Datynie Górne są młodsze od wzmiankowanych w 1577 Datyni Dolnych.
W przeciwieństwo do polskojęzycznych Datynii Dolnych wieś była czeskojęzyczna (zobacz gwary laskie). Według austriackiego spisu ludności z 1910 roku Datynie Górne miały 969 mieszkańców, z czego 967 (99,8%) było czeskojęzycznymi a 2 osoby posługiwały się jeszcze innym niż polski lub niemiecki językiem, 840 (86,7%) było katolikami, 127 (13,1%) ewangelikami, a 2 osoby były jeszcze innej religii lub wyznania niż kalwinizm czy judaizm.
Była to niezależna gmina na historycznym Śląsku Cieszyńskim, która w granicach administracyjnych Racimowa znalazła się po II wojnie światowej.